# 請不要隨風消逝
《請不要隨風消逝》，是日本樂團L'Arc~en~Ciel的第4張單曲。1996年7月8日發行。

## 簡介
hyde在寫詞的時候 , 是以「彩虹」的意識來寫 , 而負責作曲的tetsuya(當時標記:tetsu) , 則是以他自己討厭情人節的回憶所寫成的。結果此曲登上公信榜前五名 , 是他們自身第一次 , 首週銷售量也首度衝破10萬張 , 最後總共賣了約20萬張，打破自身單曲紀錄。

## 收錄曲目
1. 請不要隨風消逝（風にきえないで）
作詞:hyde 作曲:tetsu 編曲:L'Arc〜en〜Ciel & Masahide Sakuma
最初的標題為:「情人節的憂鬱」, 在『True』中有收錄「"True" Mix」, 兩者間差異為:單曲版的前奏在「"True" Mix」中去掉了, 而tetsu用的bass也是不同把的 , 編曲有做些許改變 。 然而 , 此曲自從1998年以後,直到2020年的ARENA TOUR MMXX大阪場才再度演唱，時隔22年。
2. I'm so happy
作詞、作曲:hyde 編曲:L'Arc〜en〜Ciel & Masahide Sakuma
最初的標題為:「電台司令」(以平假名標記為『らじおへっど』) , 原因是因為主唱hyde是電台司令的樂迷。在早期的live上幾乎是每場必唱 , 為L'Arc~en~Ciel中最著名的c/w曲。
3. 請不要隨風消逝 (Voiceless Version)
作曲:tetsu 編曲:L'Arc〜en〜Ciel & Masahide Sakuma